# Mazinghien
Mazinghien est une commune française située dans le département du Nord, en région Hauts-de-France.
Le nom jeté des habitants de Mazinghien est les Noirs.

## Géographie
Mazinghien est situé à 10 kilomètres du Cateau-Cambrésis. La commune fait partie du Canton du Cateau-Cambrésis et est à la limite du département de l'Aisne.
Éloignée des grands axes de circulation, le village est essentiellement regroupé autour de deux rues principales, la Grand' Rue et la Petite Rue, qui se croisent au carrefour de l'Église.
Ses alignements de maisons à pignon sur la rue font son originalité.

### Communes limitrophes

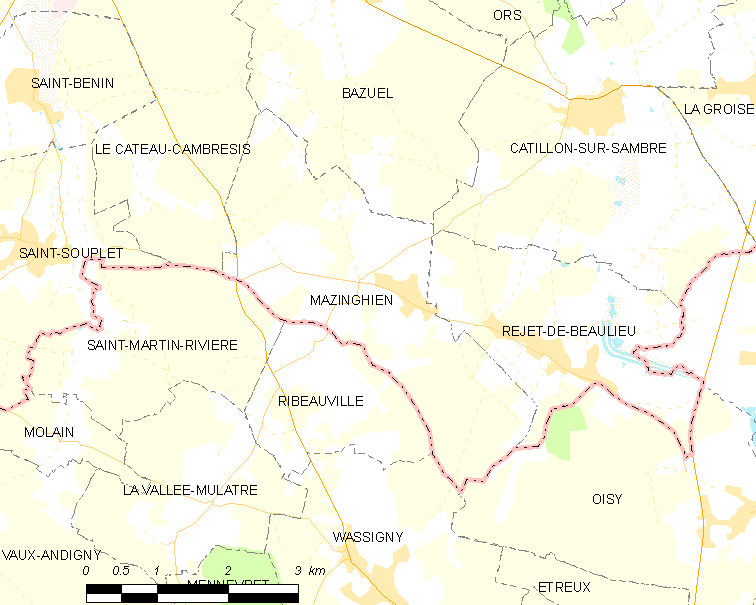
Carte de la commune.

| Le Cateau-Cambrésis        | Bazuel                           | Catillon-sur-Sambre |
|                            | Mazinghien                       | Rejet-de-Beaulieu   |
| Saint-Martin-Rivière Aisne | Ribeauville Aisne Wassigny Aisne | Oisy Aisne          |

### Hydrographie

#### Réseau hydrographique
La commune est située dans le bassin Artois-Picardie. Elle est drainée par le ruisseau de la Béquière, le ruisseau du Bois de ribeaucourt et les Fermes du Bois de Ribeaucourt,,.

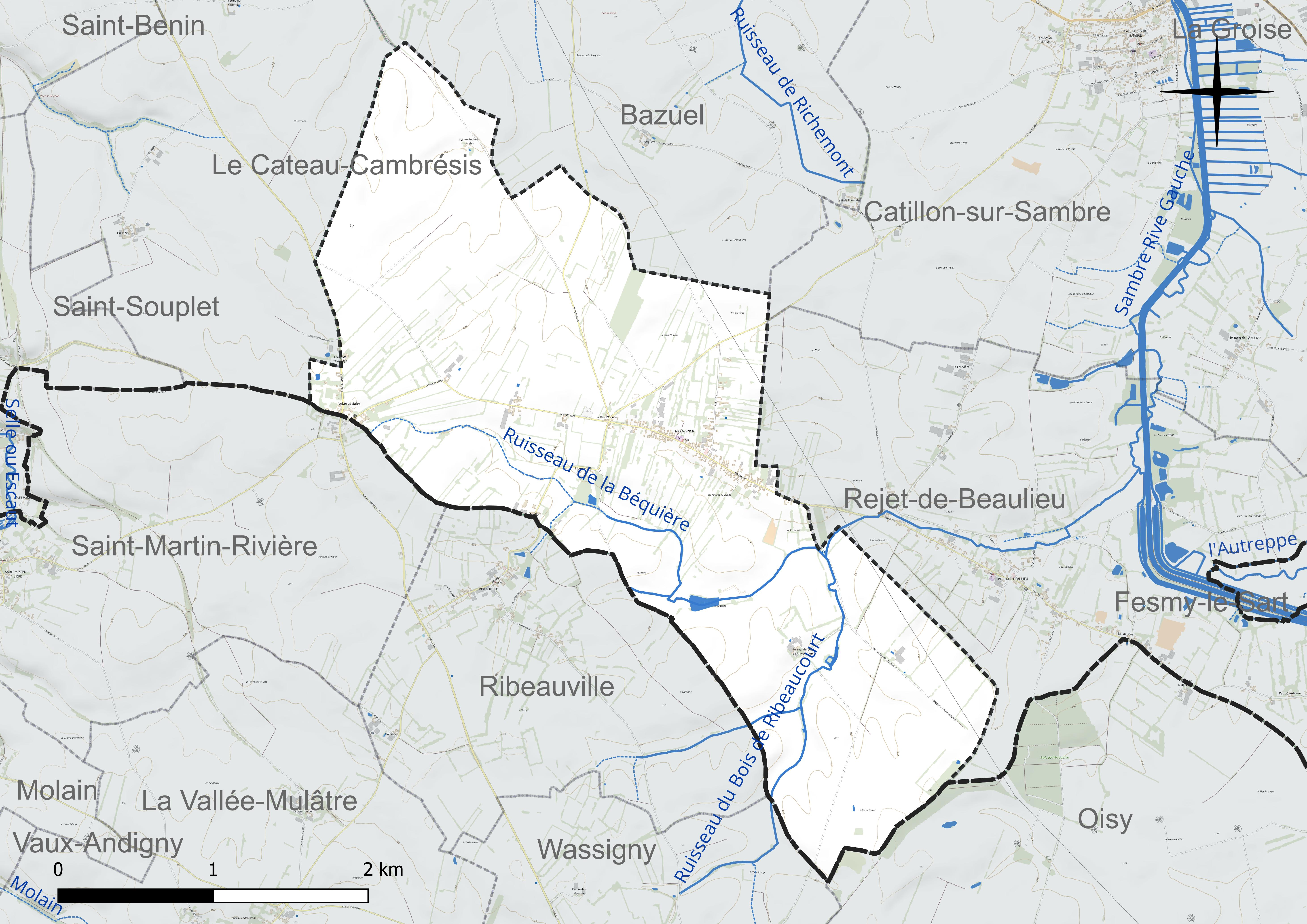
Réseau hydrographique de Mazinghien.

#### Gestion et qualité des eaux
Le territoire communal est couvert par le schéma d'aménagement et de gestion des eaux (SAGE) « Sambre ». Ce document de planification concerne un territoire de 1 253 km2 de superficie, délimité par le bassin versant de la Sambre. Le périmètre a été arrêté le 1er novembre 2003 et le SAGE proprement dit a été approuvé le 21 septembre 2012, puis modifié le 18 août 2022. La structure porteuse de l'élaboration et de la mise en œuvre est le syndicat mixte du Parc naturel régional de l'Avesnois. 
La qualité des cours d'eau peut être consultée sur un site spécial géré par les agences de l'eau et l'Agence française pour la biodiversité. 

### Climat
Pour des articles plus généraux, voir Climat des Hauts-de-France et Climat du Nord.
En 2010, le climat de la commune est de type climat océanique dégradé des plaines du Centre et du Nord, selon une étude du CNRS s'appuyant sur une série de données couvrant la période 1971-2000. En 2020, Météo-France publie une typologie des climats de la France métropolitaine dans laquelle la commune est exposée à un climat océanique altéré et est dans la région climatique  Nord-est du bassin Parisien, caractérisée par un ensoleillement médiocre, une pluviométrie moyenne régulièrement répartie au cours de l'année et un hiver froid (3 °C). 
Pour la période 1971-2000, la température annuelle moyenne est de 9,9 °C, avec une amplitude thermique annuelle de 14,8 °C. Le cumul annuel moyen de précipitations est de 830 mm, avec 12,4 jours de précipitations en janvier et 9,7 jours en juillet. Pour la période 1991-2020, la température moyenne annuelle observée sur la station météorologique la plus proche, située sur la commune de Saint-Hilaire-sur-Helpe à 23 km à vol d'oiseau, est de 10,5 °C et le cumul annuel moyen de précipitations est de 802,4 mm,. Pour l'avenir, les paramètres climatiques de la commune estimés pour 2050 selon différents scénarios d'émission de gaz à effet de serre sont consultables sur un site spécial publié par Météo-France en novembre 2022.

## Urbanisme

### Typologie
Au 1er janvier 2024, Mazinghien est catégorisée commune rurale à habitat dispersé, selon la nouvelle grille communale de densité à sept niveaux définie par l'Insee en 2022.
Elle est située hors unité urbaine et hors attraction des villes,.

### Occupation des sols
L'occupation des sols de la commune, telle qu'elle ressort de la base de données européenne d'occupation biophysique des sols Corine Land Cover (CLC), est marquée par l'importance des territoires agricoles (96,9 % en 2018), une proportion sensiblement équivalente à celle de 1990 (97,1 %). La répartition détaillée en 2018 est la suivante : 
terres arables (50,3 %), prairies (41,9 %), zones agricoles hétérogènes (4,7 %), zones urbanisées (2,9 %), forêts (0,2 %). L'évolution de l'occupation des sols de la commune et de ses infrastructures peut être observée sur les différentes représentations cartographiques du territoire : la carte de Cassini (XVIIIe siècle), la carte d'état-major (1820-1866) et les cartes ou photos aériennes de l'IGN pour la période actuelle (1950 à aujourd'hui).

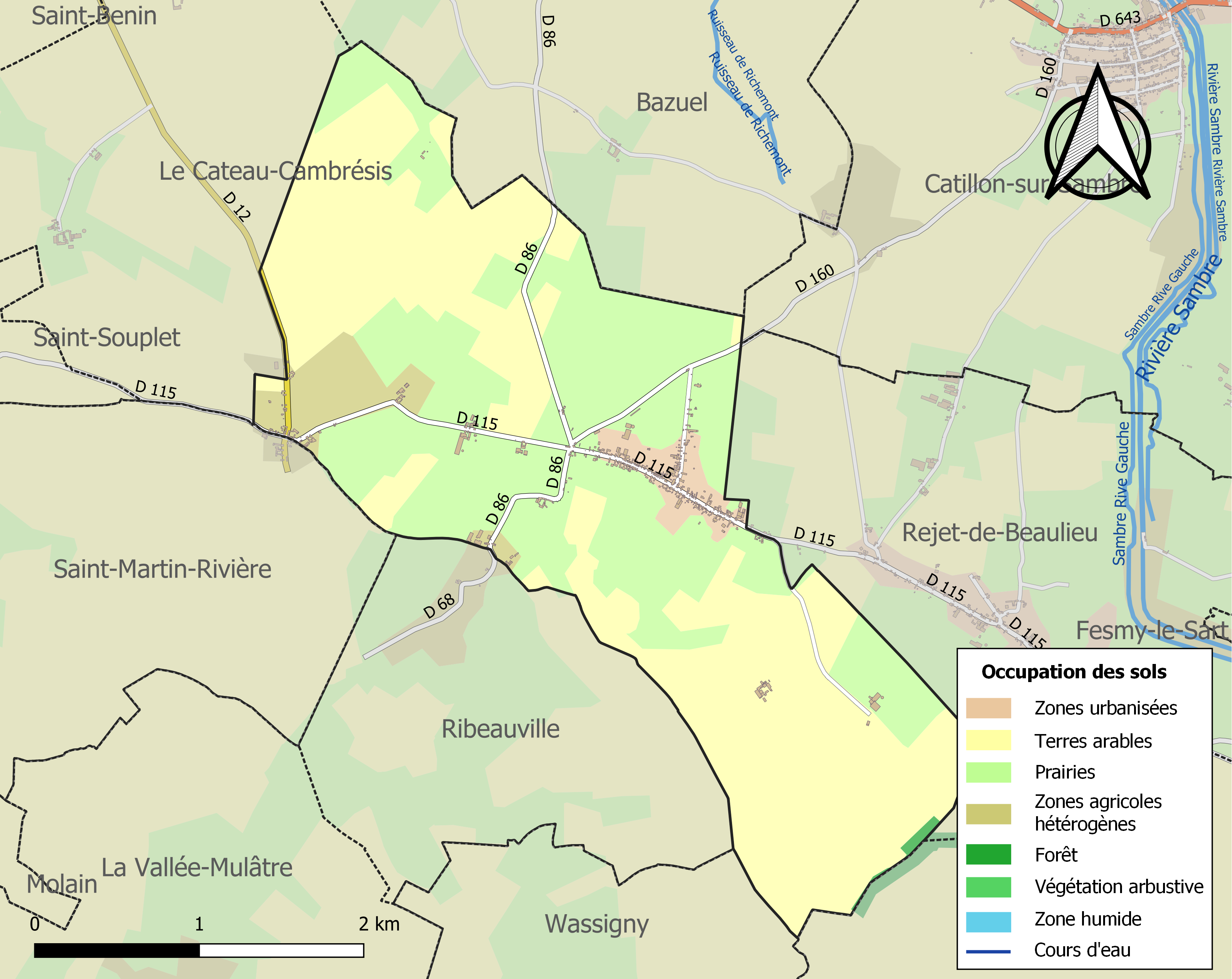
Carte des infrastructures et de l'occupation des sols de la commune en 2018 (CLC).

## Histoire

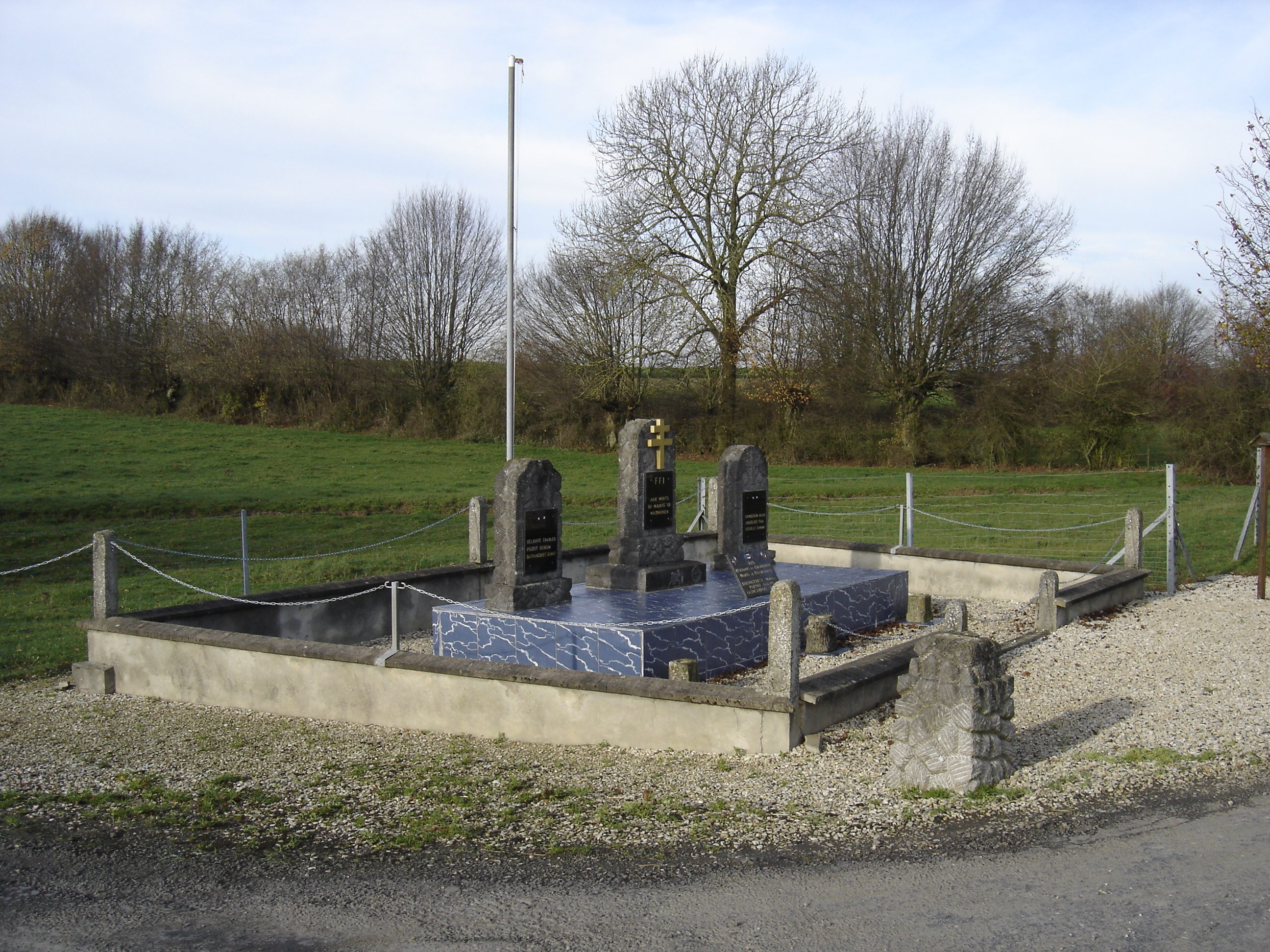
Mémorial du Maquis

- Appelé Robercourt, jusqu'au XVIIe siècle, Mazinghien n'est qu'un hameau éloigné du Cateau-Cambrésis[17].
- Dès la fin du XVIe siècle, Guillaume de Berghes , archevêque de Cambrai, entame des pourparlers avec Antoine de Gomicourt, abbé de Saint-André du Cateau, en vue de créer une paroisse à part entière à Mazinghien.
- Son successeur, François Van der Burch, fait bâtir en 1622 une église à Mazinghien
- En 1712, lors de la bataille de Denain, le duc de Villars avait établi son quartier général dans le presbytère de l'église de Mazinghien[18].
- En 1873, l'abbé Wyart, qui a fait édifier la seconde église dix ans plus tôt, fonde une école libre située dans la Petite-rue. Cet établissement cohabite avec l'école de la République jusqu'en 1964.
- En 1918, les dégâts étant considérables, Mazinghien est déclaré village détruit mais il conserve les alignements de maisons pignon sur rue qui font son originalité.
- Le 19 mai 1940, au carrefour dit de L'Arbre de Guise, (carrefour D27, D76 et D115), eurent lieu des combats dans le cadre de la bataille de Cambrai, en particulier contre les SS de la Division Totenkopf.
- Durant l'Occupation, la commune abrita le maquis de Mazinghien, groupe très organisé de 300 résistants[19],[20]. Le 2 septembre 1944 à la suite d'un mot d'ordre de soulèvement général, la Résistance s'attaque, avec succès, aux convois allemands qui font route vers la Belgique.

## Héraldique
|  | Les armes de Mazinghien se blasonnent ainsi : « De sinople à une mésange au naturel perchée sur une branche ; au chef parti : au 1, de pourpre à une croix d'or chargée en abîme d'un écusson d'or à trois bandes de sinople surmonté d'une couronne d'or, accompagnée en chef d'un chapeau d'archevêque de sinople à dix houppes de sable, de chaque côté, posées 1, 2, 3 et 4, et en pointe d'une bannière portant la devise : "A te principium, tibi desinet" ; au 2, d'or au lion de sable, armé et lampassé de gueules. » La devise "A te principium, tibi desinet" se traduit par : « Vers toi le début, à toi il s'arrête », autrement dit : « Les choses commencent de toi, elles s'arrêtent à toi ». |

## Politique et administration
Maire de 1802 à 1807 : L. J. Lefebvre,.
| Période                                  | Période   | Identité          | Étiquette | Qualité |
| ---------------------------------------- | --------- | ----------------- | --------- | ------- |
| Les données manquantes sont à compléter. |           |                   |           |         |
|                                          | 1990      | Liliane Vicaire   |           |         |
| 1990                                     | mars 2001 | Luc Bettencour    | DVD       |         |
| mars 2001                                | En cours  | Michel Hennequart | SE        |         |

## Population et société

### Démographie

#### Évolution démographique
L'évolution du nombre d'habitants est connue à travers les recensements de la population effectués dans la commune depuis 1793. Pour les communes de moins de 10 000 habitants, une enquête de recensement portant sur toute la population est réalisée tous les cinq ans, les populations de référence des années intermédiaires étant quant à elles estimées par interpolation ou extrapolation. Pour la commune, le premier recensement exhaustif entrant dans le cadre du nouveau dispositif a été réalisé en 2006.

En 2022, la commune comptait 279 habitants, en évolution de −8,82 % par rapport à 2016 (Nord : +0,51 %, France hors Mayotte : +2,11 %).
| 1793 | 1800 | 1806 | 1821 | 1831 | 1836 | 1841  | 1846  | 1851  |
| ---- | ---- | ---- | ---- | ---- | ---- | ----- | ----- | ----- |
| 526  | 498  | 554  | 767  | 812  | 969  | 1 027 | 1 127 | 1 124 |

| 1856  | 1861  | 1866  | 1872  | 1876  | 1881  | 1886 | 1891 | 1896 |
| ----- | ----- | ----- | ----- | ----- | ----- | ---- | ---- | ---- |
| 1 184 | 1 262 | 1 243 | 1 300 | 1 172 | 1 076 | 991  | 968  | 865  |

| 1901 | 1906 | 1911 | 1921 | 1926 | 1931 | 1936 | 1946 | 1954 |
| ---- | ---- | ---- | ---- | ---- | ---- | ---- | ---- | ---- |
| 717  | 699  | 640  | 465  | 474  | 422  | 408  | 385  | 437  |

| 1962 | 1968 | 1975 | 1982 | 1990 | 1999 | 2006 | 2011 | 2016 |
| ---- | ---- | ---- | ---- | ---- | ---- | ---- | ---- | ---- |
| 418  | 403  | 368  | 345  | 312  | 302  | 329  | 317  | 306  |

| 2021 | 2022 | - | - | - | - | - | - | - |
| ---- | ---- | - | - | - | - | - | - | - |
| 288  | 279  | - | - | - | - | - | - | - |

#### Pyramide des âges
La population de la commune est relativement jeune.
En 2018, le taux de personnes d'un âge inférieur à 30 ans s'élève à 35,8 %, soit en dessous de la moyenne départementale (39,5 %). À l'inverse, le taux de personnes d'âge supérieur à 60 ans est de 26,6 % la même année, alors qu'il est de 22,5 % au niveau départemental.
En 2018, la commune comptait 158 hommes pour 147 femmes, soit un taux de 51,8 % d'hommes, largement supérieur au taux départemental (48,23 %).
Les pyramides des âges de la commune et du département s'établissent comme suit.
| Hommes | Classe d’âge | Femmes |
| ------ | ------------ | ------ |
| 0,6    | 90 ou +      | 2,0    |
| 9,4    | 75-89 ans    | 8,7    |
| 17,5   | 60-74 ans    | 14,8   |
| 19,5   | 45-59 ans    | 21,0   |
| 18,3   | 30-44 ans    | 16,4   |
| 17,0   | 15-29 ans    | 14,3   |
| 17,8   | 0-14 ans     | 22,6   |

| Hommes | Classe d’âge | Femmes |
| ------ | ------------ | ------ |
| 0,5    | 90 ou +      | 1,4    |
| 5,3    | 75-89 ans    | 8,1    |
| 14,8   | 60-74 ans    | 16,2   |
| 19,1   | 45-59 ans    | 18,4   |
| 19,5   | 30-44 ans    | 18,7   |
| 20,7   | 15-29 ans    | 19,1   |
| 20,2   | 0-14 ans     | 18     |

## Lieux et monuments

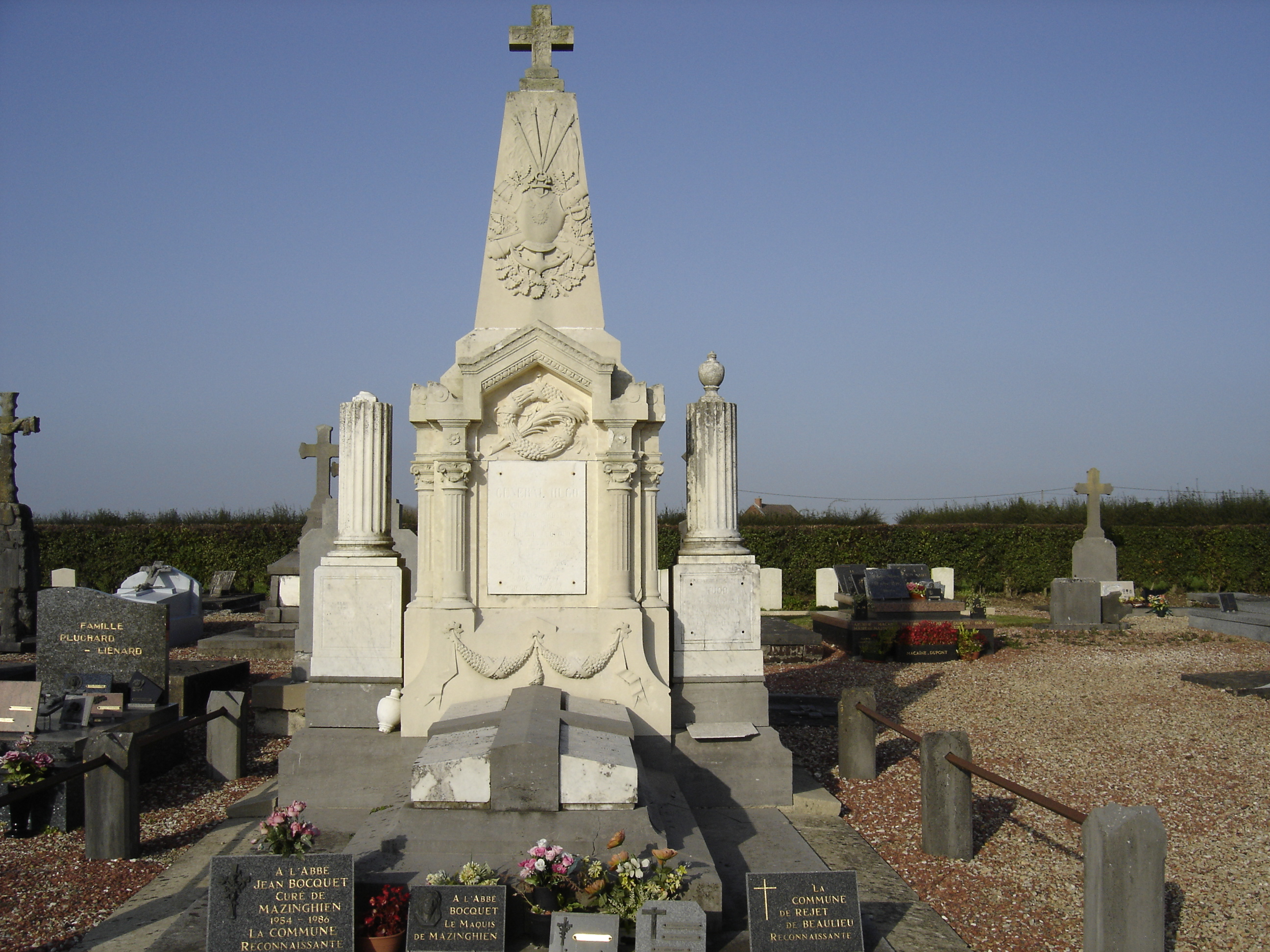
Mausolée du Général Hugo

Plan de Mazinghien

- Monument aux morts de la Première Guerre mondiale sur la place du village ;
- Église Notre-Dame de l'Assomption[30] ;
- Mémorial du Maquis de Mazinghien ;
- Mausolée du général Pierre-Charles Hugo, né à Paris le 25 novembre 1804, mort à Mazinghien le 28 juillet 1869. Inhumé au cimetière de Mazinghien.

## Personnalités liées à la commune
Rambo
Lagaf

## Pour approfondir